# マンガがうがう
マンガがうがうは、双葉社モンスター編集部（モンスター文庫）が運営するiOS・Android用マンガアプリ。アプリ・購読料は原則無料。
2020年12月7日配信開始。アプリ開発はLink-Uが担当した。
PC向けのWebサイトとしては、従来の『WEBコミックアクション』からモンスター編集部管轄の作品を分離した『がうがうモンスター』（2019年12月スタート）があり、こちらは最初の数話と最新話が無料で読める。

## 概要
閲覧には3種類「がうポイント」「BP（ボーナスポイント）」「コイン」があり。それらを消費する事により閲覧出来る。

## 特徴
異世界、もふもふ、悪役令嬢ものがメインのいわゆるモンスターコミック系を中心に一部、漫画アクション作品やJOURすてきな主婦たち作品も配信されている。

## 主な掲載作品
※Wikipediaに単独項目がある作品に限る。
- 魔王様、リトライ! → 魔王様、リトライ!R
- 宝くじで40億当たったんだけど異世界に移住する～マリーのイステリア商業開発記～
- 進化の実〜知らないうちに勝ち組人生〜
- 隣の席になった美少女が惚れさせようとからかってくるがいつの間にか返り討ちにしていた
- 異世界チート開拓記 ※『月刊アクション』より移籍[2]